# Hrabstwo Macon (Missouri)
Hrabstwo Macon (ang. Macon County) – hrabstwo w stanie Missouri w Stanach Zjednoczonych. Obszar całkowity hrabstwa obejmuje powierzchnię 812,53 mil2 (2 105 km²). Według danych z 2010 r. hrabstwo miało 15 566 mieszkańców. Hrabstwo powstało w 1837 roku i nosi imię Nathaniela Macona - polityka z Karoliny Północnej oraz spikera Izby Reprezentantów Stanów Zjednoczonych.

## Sąsiednie hrabstwa
- Hrabstwo Adair (północ)
- Hrabstwo Knox (północny wschód)
- Hrabstwo Shelby (wschód)
- Hrabstwo Randolph (południe)
- Hrabstwo Chariton (południowy zachód)
- Hrabstwo Linn (zachód)

## Miasta i miejscowości
- Atlanta
- Bevier
- Callao
- Elmer
- Ethel
- La Plata
- Macon
- New Cambria

## Wioski
- Excello (CDP)
- South Gifford